# Statul Al Jazirah
Statul (vilaietul) Al Jazirah (Gezira) este una dintre cele 17 unități administrativ-teritoriale de gradul I ale Sudanului. Reședința sa este orașul Wad Madani.